# Ушаково (Кемеровская область)
Ушаково — деревня в Промышленновском районе Кемеровской области. Входит в состав Калинкинского сельского поселения.

## География
Центральная часть населённого пункта расположена на высоте 172 метров над уровнем моря.

## Население
По данным Всероссийской переписи населения 2010 года, в деревне Ушаково проживает 219 человек (108 мужчин, 111 женщина).